# Piotr Wang Zuolong
Piotr Wang Zuolong (chiń. 王佐隆伯鐸) (ur. 1842 r. w Shuanzhong, Hebei w Chinach – zm. 6 lipca 1900 r. tamże) – święty Kościoła katolickiego, męczennik.
Piotr Wang Zuolong urodził się w 1842 r. w Shuanzhong w prowincji Hebei. Już w dzieciństwie został wysłany do seminarium.
Podczas powstania bokserów doszło w Chinach do prześladowań katolików. Piotr Wang Zuolong został schwytany przez bokserów w swojej wsi. Zagrozili mu, że jeśli nie wyprze się wiary to go zabiją. On jednak odmówił apostazji. Bokserzy zabrali go na zewnątrz świątyni i powiesili na maszcie za warkocz dwie lub trzy stopy nad ziemią. Następnie zaczęli przypiekać mu skórę. Po pewnym czasie zdjęli go z masztu ledwo żywego, a następnie zabrali za wieś i tam zabili.
Dzień jego wspomnienia to 9 lipca (w grupie 120 męczenników chińskich).
Został beatyfikowany 17 kwietnia 1955 r. przez Piusa XII w grupie Leon Mangin i 55 Towarzyszy. Kanonizowany w grupie 120 męczenników chińskich 1 października 2000 r. przez Jana Pawła II.